# یواس‌اس واربلر (ای‌ام-۵۳)
یواس‌اس واربلر (ای‌ام-۵۳) (به انگلیسی: USS Warbler (AM-53)) یک کشتی بود که طول آن ۱۸۷ فوت ۱۰ اینچ (۵۷٫۲۵ متر) بود. این کشتی در سال ۱۹۱۹ ساخته شد.